# Dommartin, Vaud
Dommartin är en ort i kommunen Montilliez i kantonen Vaud i Schweiz. Den ligger cirka 15 kilometer nordost om Lausanne. Orten har cirka 299 invånare (2020).
Orten var före den 1 juli 2011 en egen kommun, men slogs då samman med kommunerna Naz, Poliez-le-Grand och Sugnens till den nya kommunen Montilliez.